# Martin Abbühl
Martin Abbühl (* 20. Januar 1961 in Bern) ist ein Schweizer Jazzmusiker (Geige, auch Gitarre, Gesang).

## Leben und Wirken
Abbühl erhielt seit 1972 klassischen Geigenunterricht am Konservatorium in Bern. Schon früh war er von Stéphane Grappellis Musikschaffen fasziniert. Mangels einer Lehrkraft für Jazzvioline folgte ein Studium an der Swiss Jazz School in Bern als Gitarrist (Diplom 1988). Ende der 1990er Jahre absolvierte er dann Masterclasses für Jazzvioline bei John Blake und Didier Lockwood.
Abbühl arbeitete mit verschiedenen Formationen wie Asita Hamidis Arcobaleno sowie mit den Hot Strings um Fere Scheidegger, mit denen Alben wie Douce Ambiance (1990), I Saw Stars (1993) oder Lorraine (1996) erschienen. Im funkorientierten Quartett Sägewerk.01 mit Organist Mark Koch entstand 2003 das Album Aliens in Paradise für das Label Brambus. Mit seiner eigenen Band SwingExpress legte er 2005 bei Turicaphon das Album First Ride vor, dem 2008 Full Steam und 2011 First Class folgten. Er trat auch mit der Uptown Big Band auf.
Seit 1991 wirkte Abbühl als Lehrer für Jazzgeige an der Musikschule Köniz. Auch erteilt er Ukuleleunterricht am Konservatorium Bern.